# Aframomum singulariflorum
Aframomum singulariflorum är en enhjärtbladig växtart som beskrevs av Dhetchuvi. Aframomum singulariflorum ingår i släktet Aframomum och familjen Zingiberaceae.
Artens utbredningsområde är Kongo-Kinshasa. Inga underarter finns listade i Catalogue of Life.